# Tyran à front gris
Myiarchus phaeocephalus
Espèce
Statut de conservation UICN

 LC  : Préoccupation mineure
Le Tyran à front gris (Myiarchus phaeocephalus) est une espèce de passereau de la famille des Tyrannidae,.

## Systématique et distribution
Cet oiseau est représenté par deux sous-espèces selon la classification de référence du Congrès ornithologique international (version 9.1, 2019) :
- Myiarchus phaeocephalus phaeocephalus Sclater, PL, 1860 : régions arides de l'ouest de l'Équateur et du nord-ouest du Pérou (vers le sud jusqu'au département de Lambayeque) ;
- Myiarchus phaeocephalus interior Zimmer, JT, 1938 : vallée du río Marañón, dans l'extrême sud de l'Équateur et dans le nord du Pérou[1],[2],[4].